# Isthmus von Tehuantepec

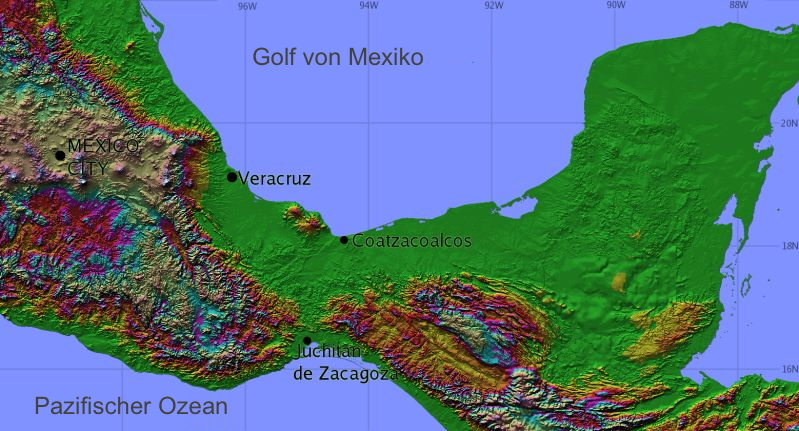
Isthmus von Tehuantepec

Der Isthmus von Tehuantepec ist eine Landenge in Mexiko. Mit einer Breite von 216 km stellt er die kürzeste Landverbindung zwischen dem Golf von Mexiko und dem Pazifik dar und grenzt Mittelamerika gegen das übrige Nordamerika ab. An der niedrigsten Stelle, dem Chivela-Pass, beträgt die Passhöhe beim Übergang über die Kordilleren nur 224 m.
In den Jahren 1888 bis 1893 wurde unter Leitung von Freiherr Carl von Wagner eine Eisenbahnstrecke zwischen beiden Küsten gebaut. Sie hat eine Länge von 308 km. In den Jahren 1899 bis 1907 wurden neue Hafenanlagen in Coatzacoalcos und Salina Cruz gebaut. Lange bestanden Pläne des Baues eines schleusenlosen Schifffahrtskanals auf Meeresniveau. Dieser Plan wurde aufgegeben, stattdessen wurde die Schienenverbindung zwischen beiden Häfen mit dem Corredor Interoceánico für den internationalen Gütertransport bis Ende 2023 reaktiviert. Ende Juni 2024 wurde die Verbindung mit einem ersten Güterzug zum weiter nordwestlich am Atlantik gelegenen Hafen Veracruz eröffnet.